# Albert Willemetz
Pour les articles homonymes, voir Willemetz.
Œuvres principales
Phi-Phi (1918)

Mon homme (1920)

Dédé (1921)

Ta bouche (1922)

Là-haut (1923)

Félicie aussi (1939)
Albert Willemetz est un librettiste, lyriciste et scénariste français, né le 14 février 1887 à Paris (17e) et mort le 7 octobre 1964 à Marnes-la-Coquette (Seine-et-Oise).

## Biographie
Fils d'Édouard Albert Willemetz, courtier d'assurances, et de Jeanne Juliette Louise de Taillandier, 
Albert Willemetz naît le 14 février 1887 dans le 17e arrondissement de Paris.
Considéré comme un des pères de « l’opérette moderne » au XXe siècle, il imagine des constructions nouvelles où souffle un air de liberté au sortir de la Première Guerre mondiale. Il impose également dès les années 1920 le terme et la technique des « lyrics », désignant les paroles chantées des comédies musicales imaginées après la composition, contrairement aux livrets d'opéra et d'opérette sur lesquels le compositeur adaptait jusqu'alors sa musique.
Auteur de plus de 90 revues pour le théâtre et le Casino de Paris, il écrivit de nombreux sketchs et ses chansons furent extrêmement populaires : Mon homme (de la pièce homonyme), Dans la vie faut pas s'en faire (de l'opérette Dédé), C'est une gamine charmante (de l'opérette Phi-Phi), Sous les palétuviers (de l'opérette Toi, c'est moi), Valentine, Ramona, Est-ce que je te demande, Ah ! Si vous connaissiez ma poule, Amusez-vous, Félicie aussi, Cette p'tite femme-là, etc..
Au total, il composa (souvent « sur mesure ») plus de 3 000 chansons, interprétées par les vedettes de l'époque.
Il écrivit également les livrets et les lyrics de plus de 100 opérettes et comédies musicales et plusieurs revues avec son grand ami Sacha Guitry qui lui dédicacera son dernier film (Les trois font la paire) et avec l’auteur et scénariste André Mouëzy-Éon,
Un grand nombre de ses opérettes ont été transposées ou adaptées au cinéma, pour lequel il écrivit parallèlement plusieurs scénarios originaux dont J'ai quelque chose à vous dire avec Fernandel, Gagne ta vie avec Victor Boucher et La Bande à Bouboule (1931) avec Georges Milton, Il est charmant (1932) avec Henri Garat, Toi, c'est moi (1936) et de nombreuses chansons.
Albert Willemetz a successivement été secrétaire de Georges Clemenceau avec qui il travailla au ministère de l'Intérieur, directeur du théâtre des Bouffes-Parisiens pendant trente ans, président de la SACEM à la Libération et président de la CISAC en 1956. Il a fondé en 1951 le « Comité du cœur », fonds de secours d’utilité publique pour les artistes dans le besoin.

## Vie privée
Albert Willemetz a été marié deux fois :
- avec Thérèse Élisabeth Marie Despras (1889-1919), épousée le 16 octobre 1911 à Paris (17e)[7] ; le couple a un fils, Gérard (1915-1985) ;
- avec Jeanne Truchot (1895-1976), épousée le 22 février 1921 à Versailles[8] ; le couple a trois enfants : Serge (1922-1994), Claude (1924-1983) et Jean-Pierre (1925-1968).
- Son petit-fils, Albert Willemetz (fils de Claude), qui a connu Yvonne Printemps a sorti en 2024 un livre Sacha Guitry et Yvonne Printemps, 132 pages.

Il a également eu une fille, Betty (1936-2010), de sa liaison de longue durée avec Mary Simona,.
Il a des arrières petits enfants. 

### Postérité
La chanson Mon homme (1920), popularisée par Mistinguett et adaptée l'année suivante en anglais sous le titre My Man par le dramaturge Channing Pollock, a été reprise par de nombreux artistes à travers le monde, dont Billie Holiday (1952), Barbra Streisand dans le film Funny Girl (1965), Sarah Vaughan (1967), Colette Renard (1997), Nicole Martin (2010), Lea Michele dans la série Glee (2011) et Carmen Maria Vega dans la comédie musicale Mistinguett, reine des années folles (2014).

## Distinctions
- Commandeur de la Légion d'honneur (1953)

## Œuvre

### Théâtre
- 1913 : Les Petites Entravées (Fantaisies-Parisiennes)
- 1918 : Phi-Phi (Bouffes-Parisiens)
- 1919 : Le Joli Joker ou Rapatipapoum (Édouard-VII)
- 1921 : Dédé (Édouard VII)
- 1922 : Ta bouche (Daunou)
- 1923 : Madame (Daunou)
- 1923 : Là-haut (Bouffes-Parisiens)
- 1924 : Troublez-moi (Bouffes-Parisiens)
- 1924 : En chemyse (Bouffes-Parisiens)
- 1925 : Riri (Daunou)
- 1925 : J'adore ça (Daunou)
- 1925 : Quand on est trois (Capucines)
- 1925 : Trois jeunes filles nues (Bouffes-Parisiens)
- 1926 : Passionnément (Michodière)
- 1926 : J'aime (Bouffes-Parisiens)
- 1927 : Le Diable à Paris (opérette) (Marigny)
- 1927 : Venise (Marigny)
- 1928 : Flossie (Bouffes-Parisiens)
- 1928 : Coups de roulis (Marigny)
- 1928 : Yes (Capucines)
- 1929 : Arsène Lupin banquier (Bouffes-Parisiens)
- 1930 : Madame de Pompadour (Marigny)
- 1930 : Robert le Pirate (Châtelet)
- 1930 : Sidonie Panache (Châtelet)
- 1930 : Couchette n°3 (Capucines)
- 1930 : Good News (Palace)
- 1930 : Les Aventures du roi Pausole (Bouffes-Parisiens)
- 1931 : Nina Rosa (Châtelet)
- 1932 : Azor (Châtelet)
- 1932 : La Tulipe noire (Gaîté-Lyrique)
- 1933 : Rose de France (Châtelet)
- 1933 : La du Barry (Porte-Saint-Martin)
- 1934 : Le Bonheur, Mesdames ! (Bouffes-Parisiens)
- 1934 : Au temps des Merveilleuses (Châtelet)
- 1934 : La Créole (nouvelle version, Marigny)
- 1934 : Florestan Ier, prince de Monaco (Variétés)
- 1935 : Toi, c'est moi (Bouffes-Parisiens)
- 1935 : Simone est comme ça (Bouffes-Parisiens)
- 1935 : Pour ton bonheur (Bouffes-Parisiens)
- 1935 : Un coup de veine (Porte-Saint-Martin)
- 1935 : Au soleil du Mexique (Châtelet)
- 1935 : Les Joies du Capitole (Madeleine)
- 1935 : Trente et quarante (Bouffes-Parisiens)
- 1937 : Billie et son équipe (Mogador)
- 1937 : Trois valses (Bouffes-Parisiens)
- 1937 : Camille ou Tu seras gendarme (Madeleine)
- 1937 : Le Chant du tzigane (Châtelet)
- 1938 : Les Petites Cardinal (Bouffes-Parisiens)
- 1938 : Le Flirt ambulant (Michel)
- 1938 : Balalaïka (Mogador)
- 1938 : Yana (Châtelet)
- 1938 : Rien qu'un baiser (Bouffes-Parisiens)
- 1939 : Mes amours (Marigny)
- 1942 : Les Cent Vierges (nouvelle version, Apollo)
- 1942 : Valses de France (Châtelet)
- 1945 : Pantoufle (Capucines)
- 1947 : Andalousie (Gaîté Lyrique)
- 1947 : La Grande-duchesse (nouvelle version, Monte-Carlo)
- 1948 : La Maréchale Sans-Gêne (Châtelet)
- 1948 : Quatre jours à Paris (Bobino)
- 1949 : La Reine des valses (Champs-Élysées)
- 1950 : Annie du Far West (Châtelet)
- 1951 : Colorado (Gaîté-Lyrique)
- 1952 : Tout pour elles (Bouffes-Parisiens)
- 1956 : La Quincaillière de Chicago (ABC)

### Cinéma

#### Scénariste
- 1930 : J'ai quelque chose à vous dire de Marc Allégret
- 1931 : Gagne ta vie d'André Berthomieu
- 1931 : La Bande à Bouboule de Léon Mathot
- 1932 : Il est charmant de Louis Mercanton
- 1933 : La Pouponnière de Jean Boyer
- 1933 : Un soir de réveillon de Karl Anton
- 1936 : Toi, c'est moi de René Guissart

### Télévision

#### Lyriciste
- 1964 : Pierrots des alouettes, téléfilm musical d'Henri Spade

## Hommages
- Dans son film Bonne Chance (1935), Sacha Guitry baptise la rue où habite son personnage « rue Albert-Willemetz ».
- Quelques jours après son décès, l'ORTF bouleverse ses programmes pour lui rendre hommage en diffusant Dans la vie faut pas s'en faire[Quoi ?][11].
- Il existe depuis 1978 une rue Albert-Willemetz dans le 20e arrondissement de Paris.